# Cody Eakin
Cody Eakin, född 25 maj 1991 i Winnipeg, Manitoba, är en kanadensisk professionell ishockeyspelare som spelar för Buffalo Sabres i NHL.
Han har tidigare spelat på NHL-nivå för Winnipeg Jets, Vegas Golden Knights och Dallas Stars.
Eakin valdes av Washington Capitals som 85:e spelare totalt i 2009 års NHL-draft.
Han deltog i JVM 2011 i USA, där laget lyckades ta silver efter förlust i finalen mot Ryssland.
21 juni 2017 valdes Eakin av Vegas Golden Knights i expansionsdraften.

## Klubbar
- Swift Current Broncos, 2006–2011
- Hershey Bears, 2010, 2011–2012
- Kootenay Ice, 2010–2011
- Washington Capitals, 2011–2012
- Texas Stars, 2012–2013
- Dallas Stars, 2012–2017
- Vegas Golden Knights 2017–2020
- Winnipeg Jets 2020
- Buffalo Sabres 2020–